# Phlogophora interrupta
Phlogophora interrupta là một loài bướm đêm trong họ Noctuidae.